# كوروغوي
كوروغوي هي مدينة، في تنزانيا، تقع في مقاطعة تانغا، بلغ عدد سكانها 44,000 نسمة.